# Die Insel der Verlorenen
Die Insel der Verlorenen (Originaltitel Swiss Family Robinson) ist ein Abenteuerfilm von 1940 unter der Regie von Edward Ludwig. Die Robinsons stranden als Schiffbrüchige auf einer unbewohnten Insel und erkennen, dass Zusammenhalt wichtiger als alles andere ist. Thomas Mitchell, Edna Best, Freddie Bartholomew, Terry Kilburn und Tim Holt verkörpern die Robinsons.
Die Verfilmung basiert auf der von Johann Rudolf Wyss von 1794 bis 1798 für seine vier Kinder verfassten Geschichte Der Schweizerische Robinson.

## Handlung
Wir schreiben das Jahr 1813 und die Napoleonischen Kriege toben in Europa. Der Schweizer Uhrmacher William Robinson lebt mit seiner Familie in London, wo Verschwendung an der Tagesordnung ist. Robinson hegt die Befürchtung, dass ein solches Leben seinen vier Söhnen nicht guttut. Drei seiner Söhne haben sich seiner Meinung nach schon negativ entwickelt: Sohn Jack ist ein Dandy und Snob, Ernest ein gelehrter Bücherwurm und Fritz ein Soldat, der Napoleon vergöttert. Während der Weihnachtsferien teilt William seiner Familie mit, dass er beschlossen habe, dass die Familie nach Australien auswandern werde. Den Protest, der ihm sowohl von seiner Frau Elisabeth als auch von seinen Söhnen entgegenschlägt, ignoriert er. 
Nachdem die Familie schon einige Wochen mit einem Schiff unterwegs ist, peitscht ein übler Sturm über See, schwemmt die Familie über Bord und zerstört das Schiff in Einzelteile, die auf ein Riff vor der Küste einer Insel zutriften. Mittels treibender Fässer, die den Familienmitgliedern als Flöße dienen und auf denen auch die Tiere, die sich an Bord befanden, Platz finden, landen sie ebenfalls auf der der Küste vorgelagerten Insel. Dort wird ihnen bewusst, dass ihre Aussichten, gesichtet zu werden, eher gering sind, weil die Insel nicht an einer Handelsroute gelegen ist. Da die Robinsons auch einen Teil ihres Gepäcks retten konnten, versucht die Familie, da sie keine andere Wahl hat, sich ein neues Leben auf der Insel aufzubauen. Mit den angeschwemmten Holzteilen des Schiffes baut William zusammen mit seinen Söhnen ein Haus in einen großen Baum. Die Söhne Robinson, das gilt auch für das Baby Francis, kommen in ihrer neuen Umgebung nach und nach gut klar. Mutter Elisabeth jedoch bittet ihren Mann, ein Boot zu bauen, das sie zurück in die Zivilisation befördert. Zwar ist William davon nicht sehr angetan, ist sich aber bewusst, dass Elisabeth auf der Insel nicht glücklich werden kann. So beginnt er mit der Hilfe seiner Söhne mit dem Bootsbau. Ein schreckliches Gewitter zerstört jedoch das fast fertige Boot und ihr Haus. William verkündet seiner Familie, dass es wohl Gottes Wille sei, dass sie auf der Insel bleiben müssten. Zu einem weiteren Zwischenfall kommt es, als Ernest Schmetterlingen nachjagt und dabei von einer giftigen Spinne gestochen wird. Mit vereinten Kräften gelingt es der Familie, sein Leben zu retten. Einige Tage später sammeln Jack und Fritz Muscheln am Strand und sichten nicht weit entfernt von der Insel ein Schiff. Sie paddeln mit ihrem Kanu in dessen Nähe und bitten um Hilfe. Von der britischen Besatzung des Schiffes erfahren sie, dass Napoleon besiegt sei und wieder Frieden in Europa herrsche. 
William erklärt seinen Söhnen, dass er auf der Insel bleiben wolle und Elisabeth schließt sich ihrem Mann an. Auch Jack und Fritz wollen bleiben, aber William ist der Meinung, dass sie inzwischen zu Männern gereift seien und nun heiraten und eigene Familien gründen müssten. So verabschieden sich die beiden ältesten Söhne von den Eltern und von ihren Brüdern Ernest und Francis. Die Robinsons sind sich sicher, dass nun, wo die Insel einmal entdeckt ist, bald neue Siedler das Eiland bevölkern werden.

## Produktion und Hintergrund
Die Dreharbeiten begannen Ende September und dauerten bis Anfang Dezember 1939. Der Film hatte am 8. Februar 1940 in New York Premiere und lief am 16. Februar 1940 landesweit in den Kinos der USA an. In der Bundesrepublik Deutschland lief Die Insel der Verlorenen erstmals am 24. August 1950 im Kino mit einer Länge von 86 Minuten.
In einem Artikel in der New York Times wurde berichtet, dass die Produzenten und ehemaligen Drehbuchautoren Gene Towne und Graham Baker die Rolle der Elisabeth Robinson ursprünglich Lillian Gish angeboten hatten.
Für Orson Welles, der als Sprecher fungierte, war es seine erste Filmarbeit. Die Produzenten hätten eine „Radiostimme“ gebraucht, woraufhin Welles ihnen angeboten habe, den Part des Erzählers gegen eine Gebühr von 25 $ zu übernehmen. Diese Gage habe er dann für wohltätige Zwecke gespendet. Daraus ergab sich dann eine weitere erfolgreiche Zusammenarbeit.

### Weitere Verfilmungen
Eine erneute Verfilmung des Buchs von Johann David Wyss erfolgte 1960 unter dem Titel Dschungel der 1000 Gefahren durch die Walt Disney Company unter der Regie von Ken Annakin mit den Schauspielern John Mills und Dorothy McGuire. 1975 gab es eine weitere Verfilmung fürs Fernsehen The Swiss Family Robinson unter der Regie von Harry Harris mit Martin Milner, Pat Delany und Helen Hunt.
- 1958: Swiss Family Robinson (Fernsehfilm)
- 1965–1968: Verschollen zwischen fremden Welten (Fernsehserie)
- 1976: Swiss Family Robinson (Fernsehserie)
- 1975: Die Abenteuer der Familie Robinson in der Wildnis
- 1978: Weitere Abenteuer der Familie Robinson in der Wildnis
- 1979: Noch mehr Abenteuer der Familie Robinson in der Wildnis
- 1998: Familie Robinson aus Beverly Hills
- 1998: Allein auf der Pirateninsel
- weitere Verfilmungen siehe[6]

## Kritik
Frank S. Nugent von der New York Times kam zu dem Ergebnis, dass die Geschichte insgesamt doch ein wenig weit hergeholt und nicht sehr wahrscheinlich sei. Gelobt wurden die drei Sturm-Sequenzen, die richtig geräuschvoll und durchtränkt spektakulär daherkämen. Auch die Abenteuer auf der Insel würden humorvoll und oft spannend dargestellt. Das mache den Film zusammen mit den Leistungen der Darsteller zu einem mäßig unterhaltsamen Erlebnis, auch wenn das Tempo eher einschläfernd sei. Neben Mr. Mitchell und Miss Best, von denen Mr. Mitchell hier besser sei, wurden auch die Darsteller der Söhne mit wohlwollenden Worten erwähnt.
Das Lexikon des Internationalen Films sprach von einer „harmlose[n], altmodische[n] Abenteuer-Unterhaltung mit der Absicht auf erzieherische Nebenwirkung.“

## Auszeichnungen
Auf der Oscarverleihung 1941 waren Vernon L. Walker und John Aalberg für die „Besten visuellen Effekte“ nominiert. 
Der Oscar ging jedoch an Lawrence W. Butler und Jack Whitney für ihre Arbeit in dem Film Der Dieb von Bagdad. 